# 東向島駅
東向島駅（ひがしむこうじまえき）は、東京都墨田区東向島四丁目にある東武鉄道伊勢崎線の駅である。「東武スカイツリーライン」の愛称区間に含まれている。駅番号はTS 05。
開設当初は白鬚駅（しらひげえき）、そして1924年（大正13年）に営業を再開した際には玉ノ井駅（たまのいえき）の名称であったが、1987年（昭和62年）に現行の駅名に改称された。改称後も駅名標には「旧玉ノ井」と表示されている。

## 年表
- 1902年（明治35年）4月1日：吾妻橋駅（現・とうきょうスカイツリー駅） - 北千住駅間開業と同時にに白鬚駅として開業[1][3]。
- 1905年（明治38年）7月15日：亀戸線の開業に伴い休止[4][3][5]。
- 1908年（明治41年）4月4日：廃止[6][3]。
- 1924年（大正13年）10月1日 - 玉ノ井駅として営業再開[7][3]。
- 1928年（昭和3年）4月7日 - 京成白鬚線の開通に伴い、京成玉ノ井駅が開業。
- 1936年（昭和11年）3月1日 - 白鬚線の廃線に伴い、京成玉ノ井駅廃止[8][9]。
- 1945年（昭和20年）3月10日 - 東京大空襲で被災したため、営業休止[3]。
- 1949年（昭和24年）10月1日 - 営業再開[3]。
- 1967年（昭和42年）2月21日 - 高架化[10][11]。
- 1987年（昭和62年）12月21日 - 東向島駅に改称[2]。
- 1989年（平成元年）5月20日 - 高架下に東武博物館が開館[12]。
- 2012年（平成24年）
  - 3月17日 - TS 05の駅ナンバリングを導入[13]。
  - 9月27日 - 発車メロディを導入。

なお、1928年（昭和3年）から1936年（昭和11年）にかけては京成電気軌道の白鬚線が接続していた（京成玉ノ井駅）。

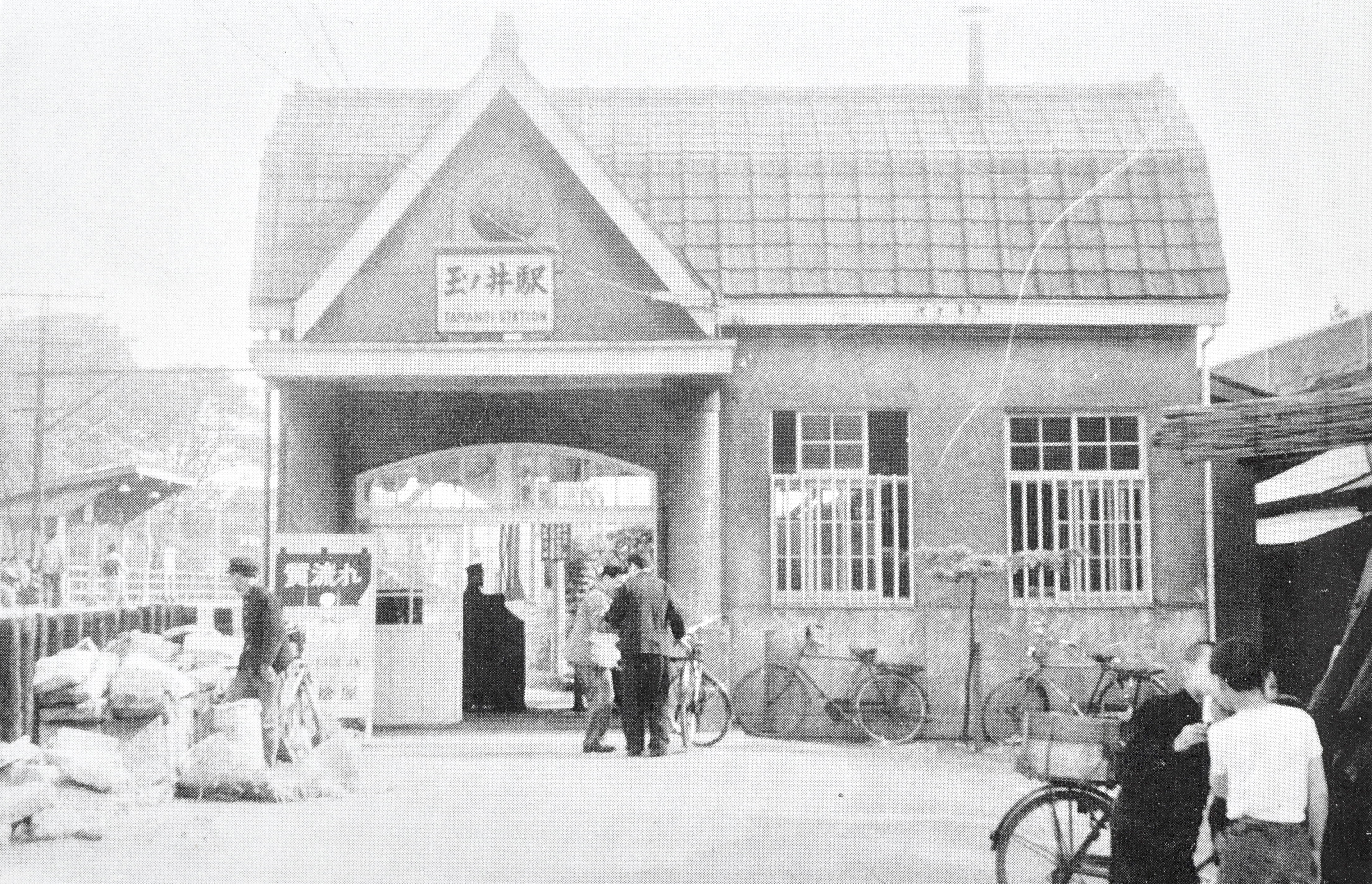
玉ノ井駅。1956年撮影。

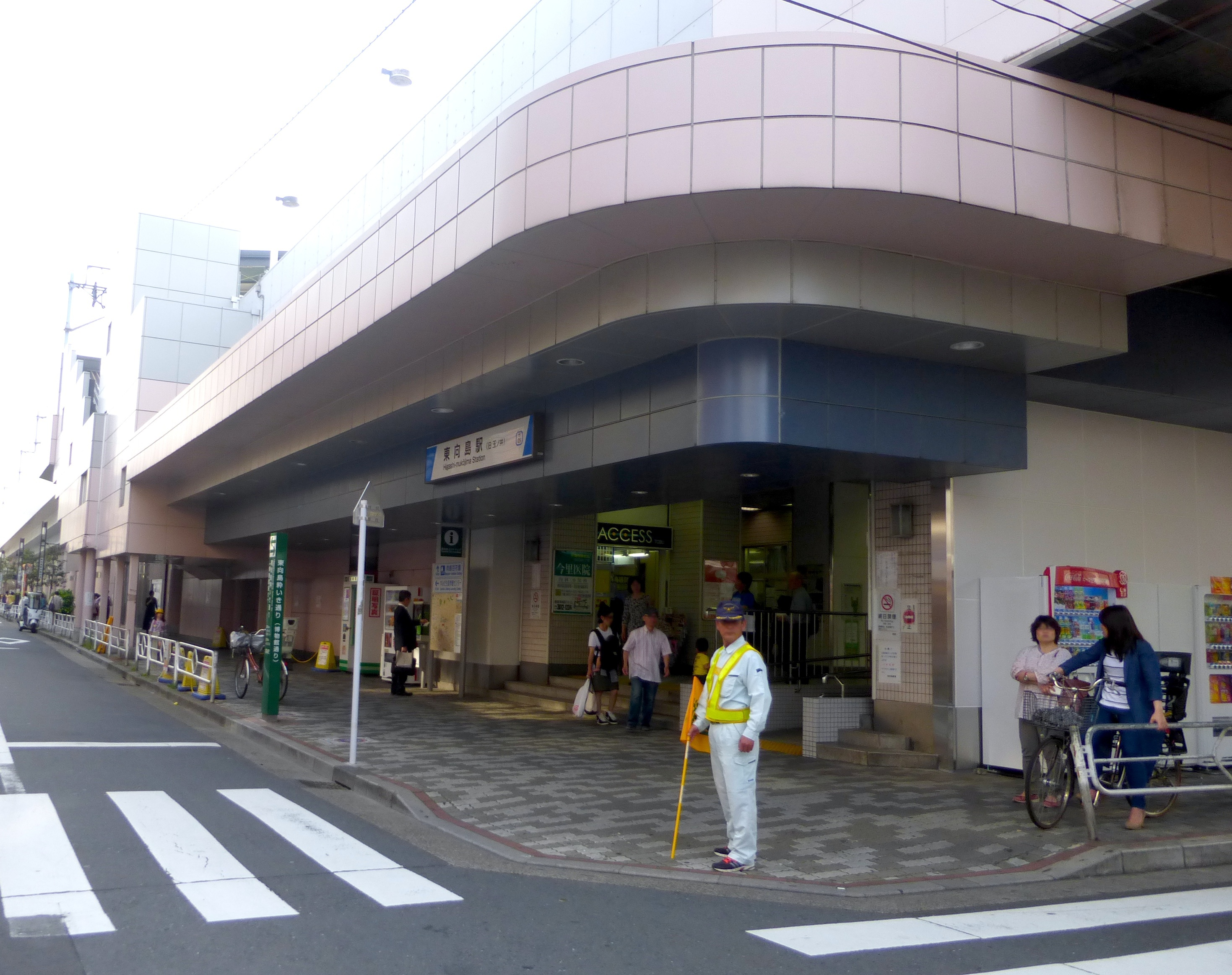
リニューアル前の出入口（2015年4月）

## 駅構造

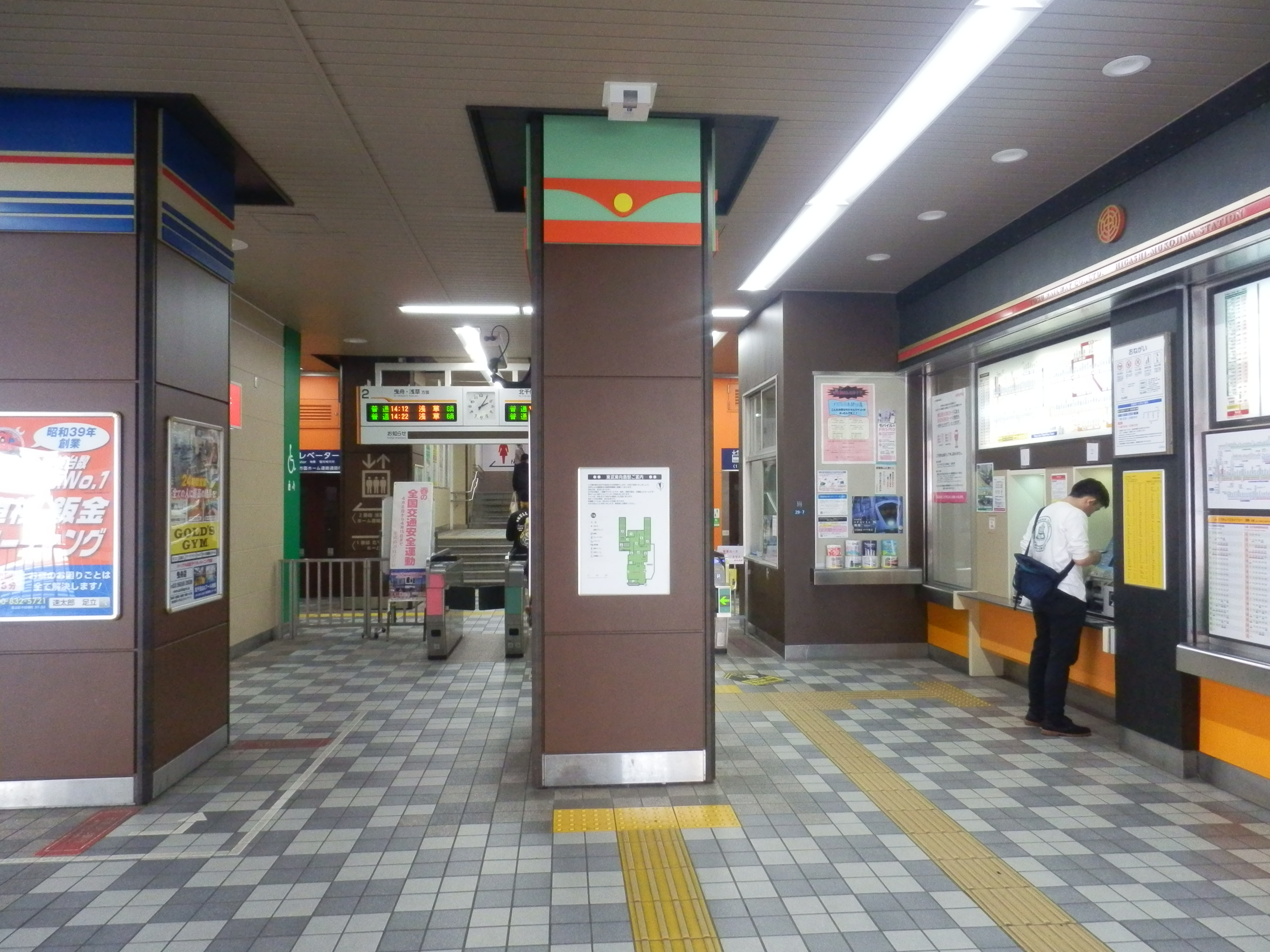
改札（2024年4月）

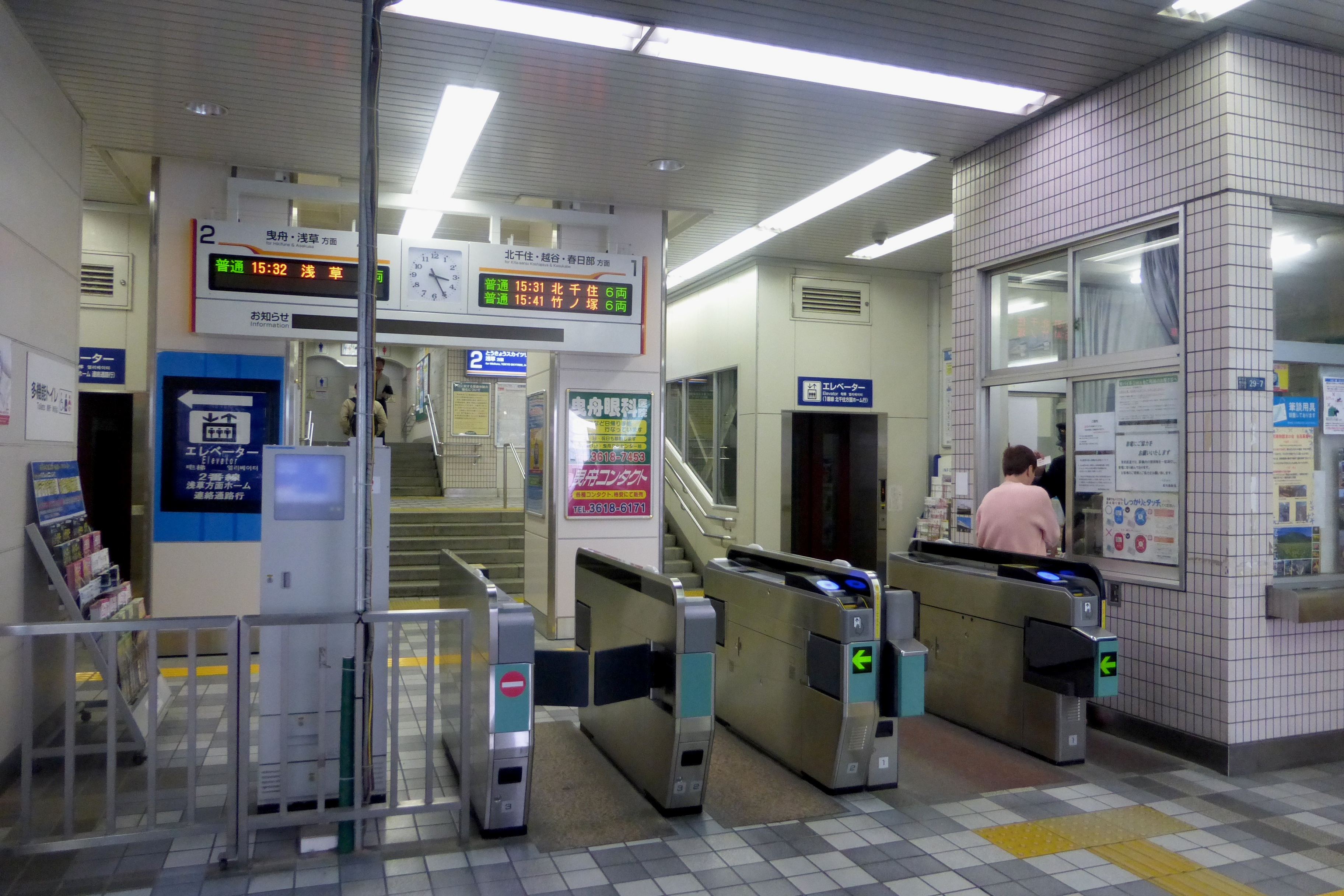
リニューアル前の改札（2015年4月）

相対式ホーム2面2線を有する高架駅である。ホーム有効長は10両編成に対応するが、東京メトロ半蔵門線・東急田園都市線直通列車は通過する。
バリアフリー対応施設として、2007年春に各ホームと1階改札内コンコースを連絡するエレベーターが整備された。浅草方面ホームのエレベーターは踊り場部分（中2階）での乗り換えとなっている。
トイレは改札内にあり、男性用と女性用は中2階に、エレベーターと同時に設置された多機能トイレは1階にある。

### のりば
| 番線 | 路線                   | 方向 | 行先                                                             |
| ---- | ---------------------- | ---- | ---------------------------------------------------------------- |
| 1    | 東武スカイツリーライン | 下り | 北千住・新越谷・東武動物公園・ 伊勢崎線 久喜・ 日光線 南栗橋方面 |
| 2    | 東武スカイツリーライン | 上り | 曳舟・とうきょうスカイツリー・浅草方面                           |

- 上記の路線名は旅客案内上の名称（「東武スカイツリーライン」は愛称）で表記している。
- 2020年6月6日ダイヤ改正より、日中時間帯に当駅へ発着する列車は毎時6本全て浅草駅 - 北千住駅間のシャトル列車であるため、それ以外の駅を利用する場合は曳舟駅・北千住駅などでの乗り継ぎが必要である。なお朝と夕方時間帯には、浅草 - 館林駅・東武動物公園駅・南栗橋駅などを発着する区間急行・区間準急も設定されている。

## 利用状況
2024年度の一日平均乗降人員は19,220人である。
近年の一日平均乗降・乗車人員推移は下表の通りである。
| 年度               | 1日平均 乗降人員 | 1日平均 乗車人員 | 出典       |
| ------------------ | ---------------- | ---------------- | ---------- |
| 1992年（平成04年） |                  | 7,671            |            |
| 1993年（平成05年） |                  | 7,781            |            |
| 1994年（平成06年） |                  | 7,948            |            |
| 1995年（平成07年） |                  | 8,109            |            |
| 1996年（平成08年） |                  | 7,942            |            |
| 1997年（平成09年） |                  | 7,926            |            |
| 1998年（平成10年） | 15,607           | 7,803            |            |
| 1999年（平成11年） | 14,934           | 7,459            |            |
| 2000年（平成12年） | 14,977           | 7,521            |            |
| 2001年（平成13年） | 14,583           | 7,414            |            |
| 2002年（平成14年） | 14,515           | 7,408            |            |
| 2003年（平成15年） | 14,830           | 7,525            |            |
| 2004年（平成16年） | 14,739           | 7,436            |            |
| 2005年（平成17年） | 14,832           | 7,474            |            |
| 2006年（平成18年） | 15,413           | 7,784            |            |
| 2007年（平成19年） | 16,867           | 8,533            |            |
| 2008年（平成20年） | 17,035           | 8,562            |            |
| 2009年（平成21年） | 16,913           | 8,501            |            |
| 2010年（平成22年） | 16,795           | 8,408            |            |
| 2011年（平成23年） | 16,226           | 8,180            |            |
| 2012年（平成24年） | 17,304           | 8,603            |            |
| 2013年（平成25年） | 17,730           |                  |            |
| 2014年（平成26年） | 17,726           |                  |            |
| 2015年（平成27年） | 18,090           |                  |            |
| 2016年（平成28年） | 18,797           |                  |            |
| 2017年（平成29年） | 19,107           |                  |            |
| 2018年（平成30年） | 19,558           |                  | [ 東武 3 ] |
| 2019年（令和元年） | 20,442           |                  | [ 東武 4 ] |
| 2020年（令和02年） | 15,171           |                  | [ 東武 5 ] |
| 2021年（令和03年） | 15,608           | 7,791            | [ 東武 6 ] |
| 2022年（令和04年） | 16,860           | 8,403            | [ 東武 7 ] |
| 2023年（令和05年） | 18,155           | 9,031            | [ 東武 8 ] |
| 2024年（令和06年） | 19,220           | 9,557            | [ 東武 1 ] |

## 駅周辺

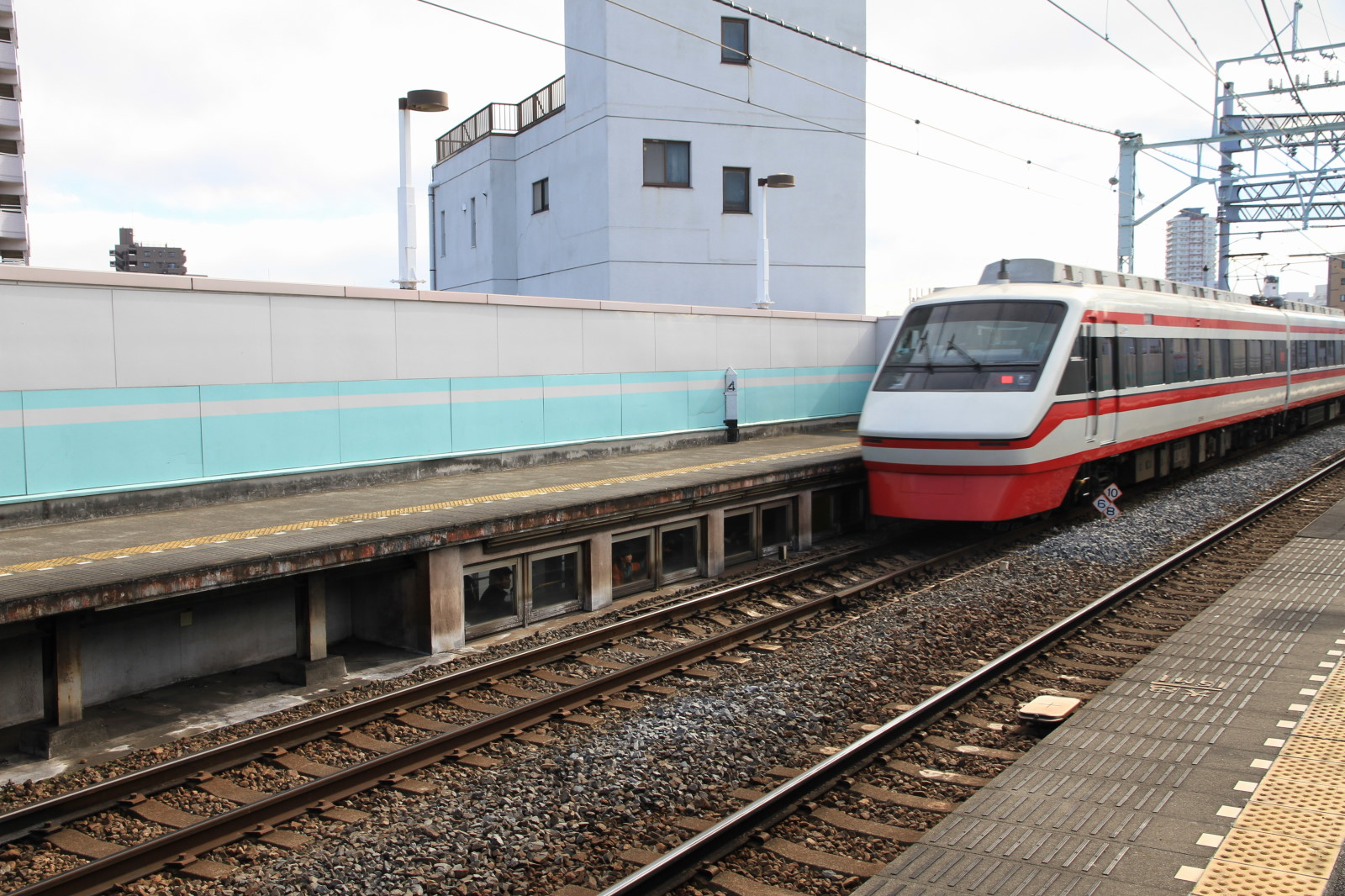
駅ホームと、ホーム下にある東武博物館の「ウォッチングプロムナード」（2011年1月）

- 東武博物館 - 高架下にあり、駅名標にも「東武博物館 下車駅」と表示されている。館内にも線路から見た当駅のホームを映すモニターが設置され、また線路を見ることができる小窓を設けた「ウォッチングプロムナード」もある。
- 向島百花園
- 東京都立墨田川高等学校
- 東京労働局 向島労働基準監督署
- 向島消防署
- 墨田区向島保健センター
- 東向島五郵便局
- 墨田白鬚郵便局
- 国道6号（水戸街道）
- 明治通り

## バス路線
最寄りバス停留所は、水戸街道上の「向島消防署前」であり、以下の路線が都営バスにより運行されている。
- 草39：浅草寿町行・上野松坂屋前行（平日日中のみ） / 金町駅前行・青戸車庫前行

また、南方の明治通り交点にある「東向島広小路」停留所も利用できる。
- 草39：浅草寿町行・上野松坂屋前行（平日日中のみ） / 金町駅前行・青戸車庫前行
- 里22：亀戸駅前行 / 日暮里駅前行・南千住車庫前行
- 錦40：錦糸町駅前行 / 南千住駅東口行

## その他
- 当駅のすぐ東側には、大正時代から1958年（昭和33年）まで、永井荷風その他の文学作品にも取り上げられた有名な私娼街「玉の井」があった。当時、当駅はその最寄り駅として賑わった。
- 玉の井を舞台にした永井荷風の小説『濹東綺譚』の初版本（1937年）には、当時の玉ノ井駅プラットホームの写真が掲載されていた。また、作中では廃止直後の京成玉ノ井駅の様子にも触れられており、雑草に覆われた停車場跡の盛土が残され「城址のような趣」と評している。

## 隣の駅
東武鉄道
 東武スカイツリーライン
■急行・■準急
通過
■区間急行・■区間準急・■普通
曳舟駅（TS 04） - 東向島駅（TS 05） - 鐘ヶ淵駅（TS 06）